# Calci aluminat
Monocalci aluminat (CaAl2O4) là một trong số các calci alumninat. Nó không có trong tự nhiên, nhưng đóng vai trò rất quan trọng trong thành phần của xi măng calci alumninat.

## Đặc tính
Monocalci aluminat được hình thành khi tỷ lệ thích hợp của calci cacbonat và nhôm oxit được gia nhiệt với nhau cho đến khi hỗn hợp tan chảy. Nó tan chảy không hoàn toàn ở 1390 °C. Tinh thể thuộc loại đơn tà và giả lục phương, và có tỉ trọng 2945 kg.m-3. Trong xi măng calci aluminat, nó tồn tại ở dạng dung dịch rắn, trong đó số lượng các nguyên tố phụ phụ thuộc vào thành phần của xi măng. Một thành phần điển hình là Ca0.93Al1.94Fe0.11Si0.02O4. Nó phản ứng nhanh với nước, tạo thành dạng hydrat hóa ổn định CaO·Al2O3·10H2O, hoặc hỗn hợp 2CaO·Al2O3·8H2O, 3CaO·Al2O3·6H2O và gel Al(OH)3. Những phản ứng này tạo thành giai đoạn đầu tiên của quá trình phát triển độ bền xi măng calci alumninat.